# Pelindaba

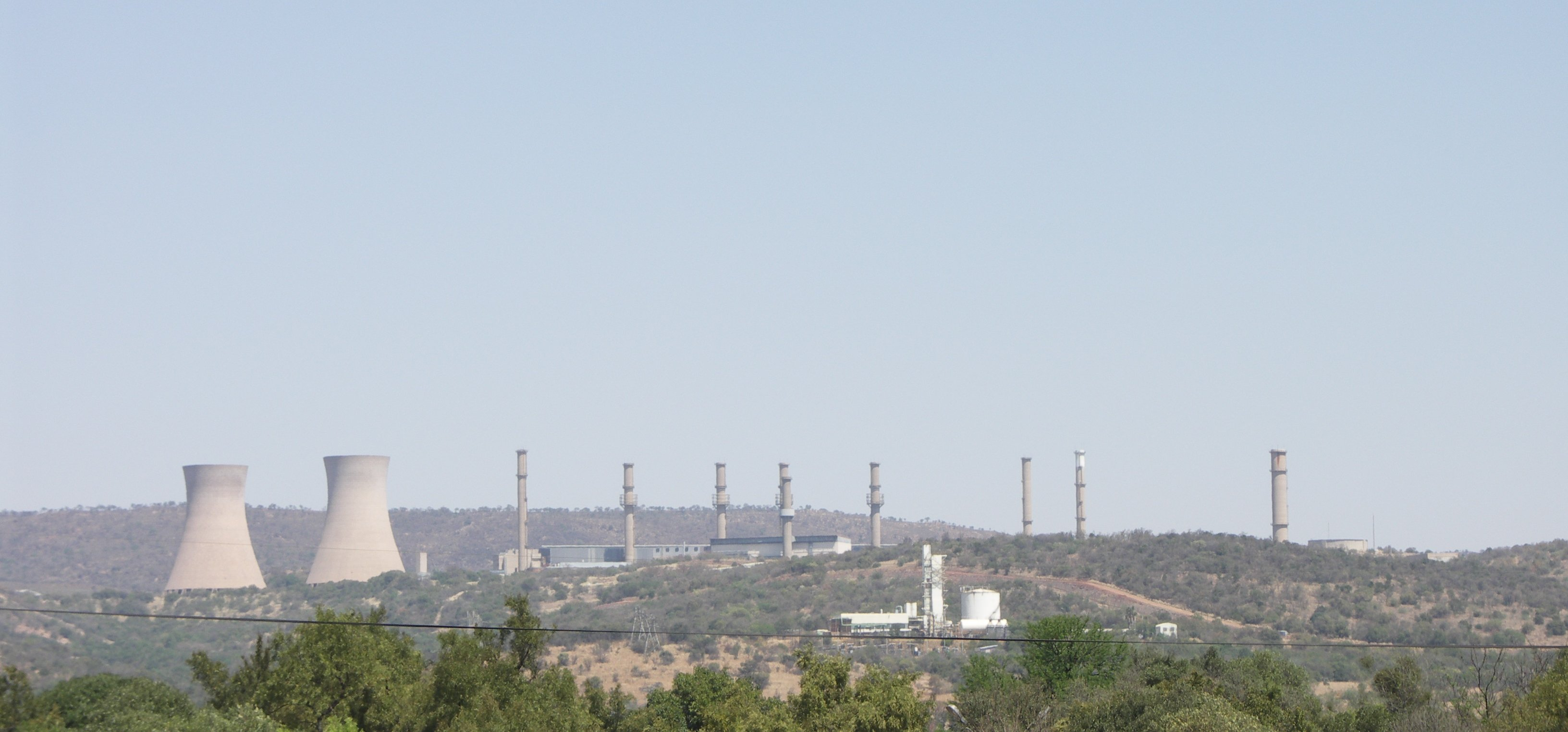
Pelindaba widoczna od północy

Pelindaba – miejscowość w Południowej Afryce, gdzie znajduje się główne Centrum Badań Jądrowych, prowadzone przez Połudiowoafrykańską Korporację Energii Nuklearnej. Tutaj w latach 70. XX w. rozwijana była koncepcja bomb atomowych, które były konstruowane, a następnie magazynowane. Pelindaba leży nieopodal tamy Hartbeespoort, około 33 km na zachód od administracyjnej stolicy RPA Pretorii.

## Historia

### Pierwsze próby
W 1976 roku w ośrodku w Pelindabie odbyła się pełnoskalowa próba urządzenia typu działo, bez zastosowania właściwego ładunku. Test zakończył się sukcesem – urządzenie było zdolne do zapoczątkowania reakcji łańcuchowej. W połowie 1977 roku agencja atomowa wyprodukowała pierwsze kompletne prototypowe urządzenie atomowe, które nazwano Potwór. Ważyło 3 tony i nie nadawało się do użytku bojowego.

### Podziemne eksplozje
Na pustyni Kalahari rozpoczęto wiercenie dwóch szybów kilkusetmetrowej głębokości. Miały posłużyć jako miejsce próbnych podziemnych eksplozji. Republika Południowej Afryki poinformowała rząd USA, że zamierza przeprowadzić próbę jądrową w sierpniu 1977 roku. Amerykanie naciskali jednak, aby odstąpiła od tego zamiaru. Wymiana informacji między obu krajami nie była oczywiście upubliczniana. Dopiero gdy radziecki satelita szpiegowski wykrył przygotowania, a rząd ZSRR poinformował o tym Stany Zjednoczone, tajemnicy nie dało się już utrzymać. Nastąpił bardzo silny nacisk dyplomatyczny na RPA ze strony Stanów Zjednoczonych, ZSRR i Francji.
W tej sytuacji władze południowoafrykańskie zrezygnowały z przeprowadzenia próbnej eksplozji. Mimo to, rok później w RPA wyprodukowano mniejsze urządzenie atomowe. Było przygotowane do szybkiego przetransportowania na pustynię Kalahari, gdyby zgodnie z planem odstraszania przewidzianym w fazie trzeciej zaistniała konieczność wywołania wybuchu.

### Prawdziwy test
Do sierpnia 1979 roku w RPA wytworzono przynajmniej 55 kilogramów wzbogaconego do około 80% uranu. Ta ilość wystarczała do zasilenia drugiego urządzenia nuklearnego, które ukończono w 1980 roku, o nazwie Melba. Z jego użyciem przeprowadzono test zerowej mocy, czyli taki wybuch atomowy, w którym emituje się mikroskopijną ilość energii. Był to prawdopodobnie jedyny prawdziwy test w całym programie. W tym samym czasie rozpoczęto wzbogacanie uranu w nowym zakładzie, nazywanym "Z", który był nowocześniejszy niż poprzedni, noszący kryptonim "Y".

### Nowy ośrodek
W 1979 roku projekt budowy broni nuklearnej przekazano państwowej korporacji zbrojeniowej Armscor. Nowy ośrodek badawczy zbudowano 15 km na wschód od Pelindaby. Podjęto tam prace nad uzyskaniem litu-6 i trytu, niezbędnych do stworzenia dalszych generacji broni atomowej typu implozyjnego i termojądrowego. Badano też zdolność trytu jako wzmacniacza istniejących bomb (wzrost skuteczności do 100 kiloton). Dziś RPA oferuje gotowe soczewki z materiałów wybuchowych do wykorzystania komercyjnego i wojskowego, co wskazuje niezbicie, że kraj ten opanował technologie niezbędne do skonstruowania bomby typu implozyjnego.

### Współpraca z Izraelem
W latach 80. RPA i Izrael prowadziły badania rozwojowe nad środkami przenoszenia w postaci rakiet balistycznych. Izrael właśnie wprowadził do uzbrojenia pocisk Jerycho-1 i opracowywał Jerycho-2 o większym zasięgu – 1500 km. Afryka Południowa włączyła się do projektu rodziny rakiet Jerycho-2. Wspólnie opracowano rodzinę pocisków RSA (Republic of South Africa) - typów od 1 do 4. Rakieta RSA-4 była prawdopodobnie zdolna dostarczyć ładunek o masie 700 kg do dowolnego miejsca na Ziemi. Opracowano jeszcze rakietę typu RSA-5B przeznaczoną do badań kosmicznych i wynoszenia satelitów na orbitę. Program produkcji pocisków zdolnych do przenoszenia broni atomowej zarzucono w 1992 roku, prawdopodobnie zanim osiągnął stadium użytkowe.

### Zakończenie produkcji broni atomowej
W grudniu 1989 r. rząd RPA podjął decyzję o zaprzestaniu produkcji broni jądrowej. Do tego momentu zbudowano siedem urządzeń atomowych, z czego cztery lub pięć nadawało się do bojowego wykorzystania. Nad całym programem pracowało od 100 do 300 osób, z czego jedną połowę stanowił personel bezpieczeństwa, a drugą naukowcy. Program pochłonął około 310 milionów $ (według wartości z 1990 roku). Po uwzględnieniu kosztów wydobycia i wzbogacenia uranu mógł osiągnąć wartość 5 mld $.
W 1994 roku inspektorzy MAEA (Międzynarodowa Agencja Energii Atomowej) stwierdzili, że Republika Południowej Afryki nie dysponuje bronią atomową. W prasie światowej pojawiają się jednak od czasu do czasu pogłoski, że instalacje nie zostały zdemontowane, lecz wywiezione do Izraela.